# Maag Halle

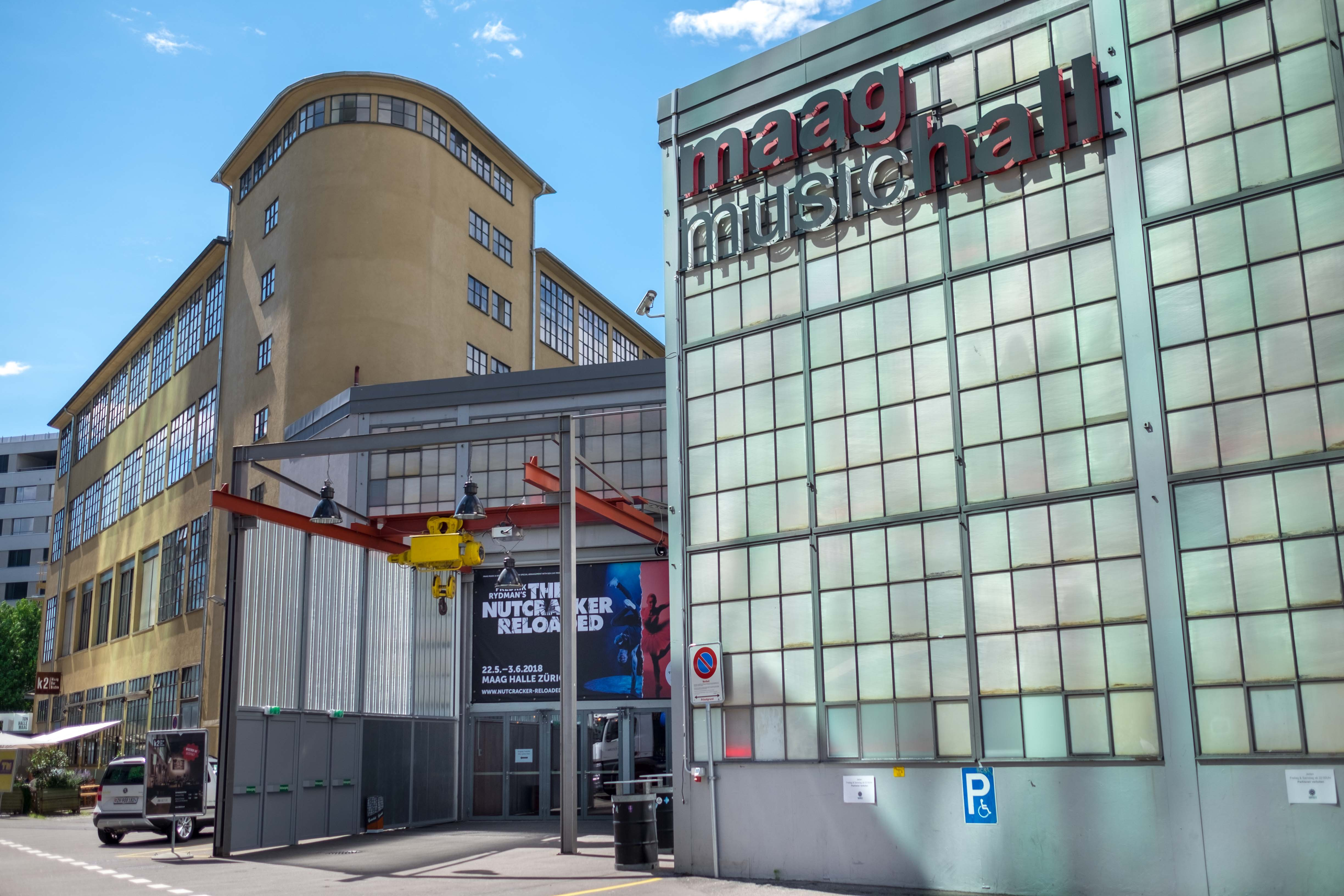
Die MAAG Halle, noch mit der alten Beschriftung maag music hall

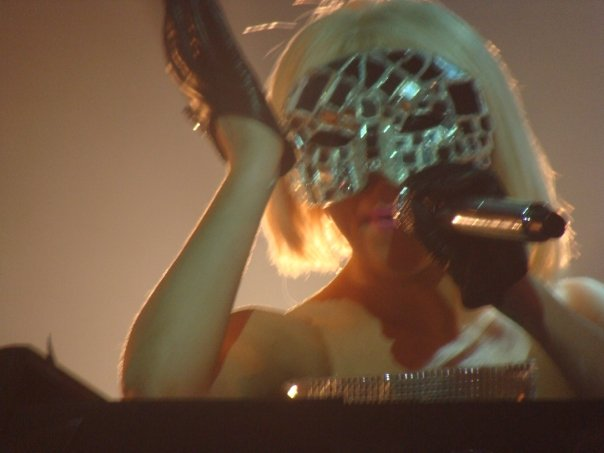
Lady Gaga bei ihrer The Fame Ball Tour in der Maag Halle (2009)

Die Maag Halle (eigene Schreibweise: MAAG Halle, bis 2017: Maag Music Hall) ist ein Theater und eine Eventhalle in der Schweizer Stadt Zürich. Die Halle wird seit 2002 von Maag Music & Arts betrieben.
Der grösste Saal des Theaters verfügt über 930 Sitzplätze auf einer erhöhten Konstruktion, eine Bühne (12 m × 12 m) sowie zwei grosse Seitenbühnen. Das Foyer ist 500 m² gross und kann für verschiedene Veranstaltungen genutzt werden. Die Maag Halle war Aufführungsort von diversen Konzerten und von Musicals wie Deep (2002), Ewigi Liebi (2007/2008) oder Mein Name ist Eugen (2016). 
Einige Shows der TV-Sendungen MusicStar und Die grössten Schweizer Talente des Schweizer Fernsehens wurden aus der Maag Halle übertragen.
Der Gebäudekomplex war bis 2001 Standort der Gebr. Maag Maschinenfabrik AG. Die Gebäude auf dem Maag-Areal sind unter «übrige Baudenkmäler» auf der Liste der Kulturgüter in Zürich/Kreis 5 aufgeführt. Ein weiteres Gebäude auf dem ehemaligen Industrieareal ist die Lichthalle MAAG.
Das Maag-Areal ist mit Linien der Verkehrsbetriebe Zürich sowie über den S-Bahnhof Hardbrücke erreichbar. Es steht auch ein öffentliches Parkhaus in unmittelbarer Nähe des Geländes.
Die Swiss Prime Site AG (SPS) kommunizierte im Februar 2021, dass sie beabsichtige, die zu den Gebäuden unter Kulturgüterschutz gehörenden Maag-Hallen (Theater mit 900 Plätzen, Tonhalle MAAG mit 1250 Plätzen) abzureissen, weil sie einem Hochhaus mit Kleinwohnungen weichen müssten (Projekt Sauerbruch Hutton, Berlin).